# Uzurpátor
Uzurpátor je v obecném slova smyslu osoba, která si přisvojuje cizí práva a požitky, ať už násilím nebo svévolným jednáním. Termín se nejčastěji objevuje v historické literatuře, kde označuje uchvatitele trůnu.

## Antický Řím
V rámci dějin antického Říma se pojem uzurpátor užívá pro aspiranty římského trůnu, kteří ve svých snahách neuspěli – byli poraženi, zavražděni, rezignovali atd. Protože však jako uzurpátoři začínali i mnozí „legální“ císaři (např. Decius či Licinius Valerianus), hraje při rozhodování, kdy jde o uzurpaci a kdy nikoli, hlavní roli otázka uznání. Jen ten, kdo byl uznán v celé říši (nebo v její podstatné části), se pokládá za legálního císaře, bez ohledu na to, jak svou moc získal (např. jako uzurpátor proti jinému „legálnímu“ císaři).
Sami Římané označovali uzurpátory termínem tyrannus, který dnes působí zavádějícím dojmem – také z tohoto důvodu je vhodnějším výrazem uzurpátor.

## Francie
Francouzská roajalistická opozice užívala termín uzurpátor pro Napoleona Bonaparta, který podle jejího názoru svévolně uchvátil vládu náležející Bourbonům. Sporadicky byl uzurpátorem nazýván i Napoleon III.